# Josh Wright
Pour les articles homonymes, voir Wright.
Joshua Thomas Wright, dit Josh Wright, (né le 6 novembre 1989 à Tower Hamlets, dans la banlieue de Londres, en Angleterre) est un footballeur anglais. Il joue au poste de milieu de terrain avant de devenir entraîneur. 
Il a aussi joué à plusieurs reprises pour des sélections nationales anglaises.

## Biographie
Entre 2009 et 2011, il porte les couleurs de Scunthorpe United mais, en 2011, le club est relégué en League One (troisième division) et Wright souhaite quitter l'équipe. Le 15 novembre 2011, après un essai, il est recruté pour une courte durée à Millwall avec la perspective de prolonger son contrat en janvier 2012.

## Statistiques détaillées
| Saison      | Club              | Pays         | Championnat       | Coupes nationales |
| ----------- | ----------------- | ------------ | ----------------- | ----------------- |
| 2007 - 2008 | Charlton Athletic | Championship | -                 | -                 |
| 2007 - 2008 | Barnet (prêt)     | League Two   | 32 matchs / 1 but | 3 matchs          |
| 2008 - 2009 | Brentford (prêt)  | League Two   | 5 matchs          | 1 match           |
| 2008 - 2009 | Charlton Athletic | Championship | 2 matchs          | 1 match           |
| 2008 - 2009 | Gillingham (prêt) | League Two   | 8 matchs          | -                 |
| 2009 - 2010 | Scunthorpe United | Championship | 35 matchs         | 6 matchs          |
| 2010 - 2011 | Scunthorpe United | Championship | 36 matchs         | 4 matchs / 1 but  |
| 2011 - 2012 | Millwall          | Championship | 18 matchs / 1 but | 3 matchs          |

Dernière mise à jour le 11 juin 2012